# Incidente di Union Square
L'incidente di Union Square avvenne il 28 agosto 1991, quando un treno della linea 4 della metropolitana di New York in transito sulla linea IRT Lexington Avenue deragliò poco prima di arrivare alla stazione di Union Square.
Cinque persone sono decedute a causa dell'incidente, che risulta quindi essere il più grave da quello occorso nel 1928 presso la stazione di Times Square.

## L'incidente
Verso le 00.12 (UTC-5) del 28 agosto 1991, un treno composto da dieci carrozze R62 della linea 4 della metropolitana di New York in transito sulla linea IRT Lexington Avenue con circa 216 passeggeri deragliò poco prima della stazione di Union Square. Il treno viaggiava circa cinque volte la velocità limite di 16 chilometri all'ora, troppo affinché il sistema di freno automatico lo fermasse in tempo.
La prima carrozza venne tranciata a metà e la seconda finì nell'altra corsia di binari, altre tre carrozze furono danneggiate e alcune colonne di sostegno vennero distrutte, causando un abbassamento della strada in superficie di circa 1 centimetro. Cinque persone morirono sul colpo, trasformandolo nel peggior incidente della rete da quello avvenuto a Times Square nel 1928.

### Soccorsi
L'incidente avvenne relativamente vicino al posto di comando della New York City Transit Police presente nella stazione e venne anche visto da due agenti che erano in attesa sulla banchina. La risposta fu rapida, ma le condizioni di lavoro erano difficili poiché il sito era molto stretto e caldo, tanto che l'ultimo passeggero venne portato fuori che erano ormai tra le 3:15 e le 3:45, circa tre ore dopo l'incidente. In totale, 121 passeggeri, di cui 16 abbastanza gravi, e 24 soccorritori vennero portati in ospedale.

## Indagini
Il macchinista, Robert E. Ray, dichiarò in seguito che il giorno prima del suo turno di lavoro aveva bevuto pesantemente e che al momento dell'incidente dormiva. Venne arrestato alle 5:30 nel suo appartamento e in un test eseguito tredici ore dopo l'incidente venne rivelato che il suo tasso di alcol nel sangue era pari a 0,21.
Durante il processo, venne accertato che il macchinista non aveva frenato prima di avvicinarsi in stazione. Il 15 ottobre 1992, fu assolto dal reato di omicidio, ma la giuria lo dichiarò colpevole di altri cinque capi di imputazione per omicidio di secondo grado. Infine, il 6 novembre, venne condannato a scontare tra i cinque e i quindici anni di prigione, con in aggiunta tra uno e sette anni per il reato di aggressione nei confronti di 26 passeggeri feriti. Venne rilasciato nell'aprile 2002.

## Conseguenze
Il servizio sulla linea IRT Lexington Avenue riprese sei giorni dopo l'incidente, il 3 settembre, dopo il completamento dei rilievi per le indagini, la rimozione delle carrozze danneggiate e le riparazioni necessarie. Complessivamente, cinque carrozze R62 vennero perse nell'incidente: due, i numeri 1439 e 1440, vennero danneggiate irrimediabilmente nell'incidente stesso, le altre tre, i numeri 1435, 1436 e 1437, vennero demolite. I danni alle infrastrutture compresero invece la distruzione di alcune colonne di supporto, di due tracce di binari, di una terza rotaia, di due deviatoi e di un locale contenente compressori ad aria.
Nel 1992, uno studio commissionato dalla New York City Transit Authority evidenziò come alcuni segnali del sistema metropolitano, tra cui alcuni sulla linea Lexington Avenue, fossero troppo vicini per permettere ad un treno al massimo della velocità di fermarsi in tempo; tutto ciò a conferma di quanto rivelato anzitempo dagli investigatori subito dopo l'incidente. La questione riemerse poi tre anni dopo, nel 1995, dopo un tamponamento sul ponte di Williamsburg. Infine, l'incidente portò, a partire dagli anni 2000, alla graduale introduzione di sistemi quale il communication based train control, parte del più ampio progetto di automazione dell'intera rete metropolitana.
Inoltre, sempre nel 1992, il giornalisti del New York Newsday vinsero il Premio Pulitzer di ultim'ora per la copertura dell'incidente da loro offerta.